# 鈴木かほる
鈴木 かほる（すずき かほる、1946年 - ）、日本中世史研究家。2016年（平成28年）秋に瑞宝単光章を受章
三浦一族研究会特別研究員。中世史から近世史に至るまでを含む幅広い著書がある。神奈川県出身。國學院大學文学部史学科卒。国家公務員特別職

## 略歴
執筆の傍ら講演活動や、NHK歴史秘話ヒストリア・BS1・BSフジなどの歴史番組へ出演。所属学会は鎌倉遺文研究会・戦国史研究会・日本海事史学会・国史学会など。NHK文化センター講師歴任。元横須賀市景観審議会委員。横須賀FM放送番組審議委員会副会長。 
2017年11月於香港海事博物館第3回アジア太平洋地域水中文化遺産会議「マニラとアカプルコの間の浦賀湊」研究報告。 2019年神奈川県横須賀市東叶神社「日西墨比貿易港之碑」を撰文<ソース神奈川新聞2019年4月27日付横須賀版>。 
・『幻の鎌倉執権三浦氏―関白九条道家凋落の裏側―』清文堂　2022年　 
- 『史料が語る向井水軍とその周辺』新潮社図書編集室　2014年。
- 『徳川家康のスペイン外交―向井将監と三浦按針―』新人物往来社　2010年。
- 『関東武士研究叢書6　三浦氏の研究』共著　名著出版　2008年。
- 『相模三浦一族とその周辺史―その発祥から江戸期まで―』新人物往来社　2007年。
- 『三浦半島の史跡みち』かまくら春秋社　2007年。
- 『史料が語る坂本龍馬の妻お龍』新人物往来社　2007年。
- 『三浦一族の史跡道』横須賀市　2005年。
- 『横須賀人物往来』共著　横須賀市　1999年。
- 『図説三浦半島その歴史と文化(上巻)』共著　郷土出版　1994年。
- 『ハイクガイド三浦半島』神奈川新聞社　1990年。

## 論文
- 「英国通商成立までのウイリアム・アダムスの十三年間の動向を検証する」『国史学』239号　2023年
- 「美作国高田城主・三浦横須賀氏二三〇年の動向」『三浦一族研究』25号　2021年

- 「三浦按針の「鬢髪出土」の誤報に対する指摘ー明治三八年『時事新報』の発掘調査報告より」『海事史研究』第76号　2019年11月　日本海事史学会。
- 「寛元の政変・宝治合戦の通説への疑問ー建長・弘長騒動までを見直すー」『鎌倉遺文研究』38号　2016年。
- 「スペイン外交と浦賀湊」『郷土神奈川』52号　神奈川県立図書館　2014年。
- 「源頼朝の挙兵と三浦一族」『三浦一族研究』17号　2013年。
- 「平家滅亡の前後」『三浦一族研究』17号　2013年。
- 「徳川安宅船の完成寛永十一年説の否定と装飾地の考察」『神奈川地域史研究』29号　2011年。
- 「源頼朝のご落胤と伝ご落胤―三浦氏を含めて―」『三浦一族研究』14号　2010年。
- 「お龍と横須賀―龍馬の死後の足跡」『市史研究横須賀』4号　2005年。
- 「三浦介と陸奥国」『三浦一族研究』7号　2003年。
- 「佐原三浦介の本領・陸奥国会津上野新田の現在地比定」『神奈川地域史研究』20号　2002年。
- 「三浦郡浦郷領主・朝倉能登守の史実と史伝」『三浦半島の文化』12号　2002年。
- 「宝治の乱後、三浦郡佐原・葦名郷を継承したのは誰か」『三浦一族研究』6号　2002年。
- 「三浦介入道時継は大谷四郎道海なのか」『三浦一族研究』5号　2001年
- 「三浦按針と三浦半島」『三浦半島の文化』11号　2001年。
- 「南北朝期・室町時代の三浦氏」『三浦半島の文化』10号　2000年。
- 「鎌倉後期の三浦佐原氏の動向」『三浦一族研究』4号　2000年。
- 「三浦半島三崎における向井家遺跡」郷土史研究発表要旨『横須賀市立博物館報」44号　2000年刊
- 「戦国期武田水軍向井氏について―新出『清和源氏向系図』の紹介―」『神奈川地域史研究』16号　1998年。
- 「矢部禅尼と宝治の乱―女子の財産権と結婚観からみる―」『三浦半島の文化』五号　1995年。
- 「徳川家康の浦賀開港とその意図」『神奈川地域史研究』12号1994年。『日本史学年次別論文集』学術刊行会に再録。
- 「三浦半島とキリシタン」『三浦半島の文化』4号　1994年
- 「鎖国形成期における貿易港浦賀の位置②」『三浦半島の文化』3号　1993年。
- 「鎖国形成期における貿易港浦賀の位置①」『三浦半島の文化』2号　1992年。
- 研究ノート「三浦義明の子・杜六郎重行のこと」『三浦一族研究』9号　2005年。
- 研究ノート「源頼朝建立の三浦氏寺院と源氏・三浦氏の関係」『三浦一族研究』8号　2004年。
- 研究発表「縁組にみる三浦氏の盛衰」『三浦一族研究』2号　1998年。

## 講演記録(論文形式)
「大蔵合戦と源義平―武蔵国留守所惣検校職の再検討に関してー」『三浦一族研究』20号　2016年。

「曾我兄弟の仇討と三浦一族」『三浦一族研究』12号　2008年。

「三浦氏の先祖・村岡氏の時代」『三浦一族研究』12号　2008年。
　
「佐原葦名氏と鎌倉建長寺―会津若松交流・ミニ講演記録」『三浦一族研究』11号　2007年。

「三浦氏の発祥地は三浦郡衣笠なのか」『三浦一族研究』10号　2006年。